# Lijst van nummer 1-hits in Zweden in 2011
Deze hits stonden in 2011 op nummer 1 in de Sverigetopplistan Single Top 60, de bekendste hitlijst in Zweden.
| Datum        | Artiest                       | Titel                         |
| ------------ | ----------------------------- | ----------------------------- |
| 7 januari    | September                     | Mikrofonkåt                   |
| 14 januari   | September                     | Mikrofonkåt                   |
| 21 januari   | September                     | Mikrofonkåt                   |
| 28 januari   | September                     | Mikrofonkåt                   |
| 4 februari   | September                     | Mikrofonkåt                   |
| 11 februari  | Bruno Mars                    | Grenade                       |
| 18 februari  | Bruno Mars                    | Grenade                       |
| 25 februari  | Lady Gaga                     | Born this way                 |
| 4 maart      | Bruno Mars                    | Grenade                       |
| 11 maart     | Eric Saade                    | Popular                       |
| 18 maart     | Eric Saade                    | Popular                       |
| 25 maart     | Eric Saade                    | Popular                       |
| 1 april      | Eric Saade                    | Popular                       |
| 8 april      | Jennifer Lopez & Pitbull      | On the floor                  |
| 15 april     | Eric Saade                    | Popular                       |
| 22 april     | Jennifer Lopez & Pitbull      | On the floor                  |
| 29 april     | Jennifer Lopez & Pitbull      | On the floor                  |
| 6 mei        | Veronica Maggio               | Jag kommer                    |
| 13 mei       | Veronica Maggio               | Jag kommer                    |
| 20 mei       | Eric Amarillo                 | Om sanningen ska fram         |
| 27 mei       | Eric Amarillo                 | Om sanningen ska fram         |
| 3 juni       | Eric Amarillo                 | Om sanningen ska fram         |
| 10 juni      | Eric Amarillo                 | Om sanningen ska fram         |
| 17 juni      | Eric Amarillo                 | Om sanningen ska fram         |
| 24 juni      | Eric Amarillo                 | Om sanningen ska fram         |
| 1 juli       | Chris Medina                  | What are words                |
| 8 juli       | Chris Medina                  | What are words                |
| 15 juli      | Chris Medina                  | What are words                |
| 22 juli      | Chris Medina                  | What are words                |
| 29 juli      | Chris Medina                  | What are words                |
| 5 augustus   | Chris Medina                  | What are words                |
| 12 augustus  | Chris Medina                  | What are words                |
| 19 augustus  | Chris Medina                  | What are words                |
| 26 augustus  | Lucenzo & Big Ali             | Vem dançar kuduro             |
| 2 september  | Den svenska björnstammen      | Vart jag mig i världen vänder |
| 9 september  | Den svenska björnstammen      | Vart jag mig i världen vänder |
| 16 september | Den svenska björnstammen      | Vart jag mig i världen vänder |
| 23 september | Maroon 5 & Christina Aguilera | Moves like Jagger             |
| 30 september | Den svenska björnstammen      | Vart jag mig i världen vänder |
| 7 oktober    | Den svenska björnstammen      | Vart jag mig i världen vänder |
| 14 oktober   | Den svenska björnstammen      | Vart jag mig i världen vänder |
| 21 oktober   | Rihanna & Calvin Harris       | We found love                 |
| 28 oktober   | Rihanna & Calvin Harris       | We found love                 |
| 4 november   | Rihanna & Calvin Harris       | We found love                 |
| 11 november  | Rihanna & Calvin Harris       | We found love                 |
| 18 november  | Rihanna & Calvin Harris       | We found love                 |
| 25 november  | Avicii                        | Levels                        |
| 2 december   | Avicii                        | Levels                        |
| 9 december   | Avicii                        | Levels                        |
| 16 december  | Avicii                        | Levels                        |
| 23 december  | Amanda Fondell                | All this way                  |
| 30 december  | Avicii                        | Levels                        |